# مستشفى القدس (غزة)
مستشفى القدس أو مستشفى جمعية الهلال الأحمر الفلسطيني - فرع غزة هو أحد مستشفيات جمعية الهلال الأحمر الفلسطيني العاملة في قطاع غزة، تبلغ قدرته السريرية نحو 120 سرير في مبنى مكون من ستة طوابق، وفي حالات الطوارئ يضاعف عدد الأسرة إلى نحو 200 سرير. افتتح عام 2001، في حي تل الهوى بمدينة غزة.

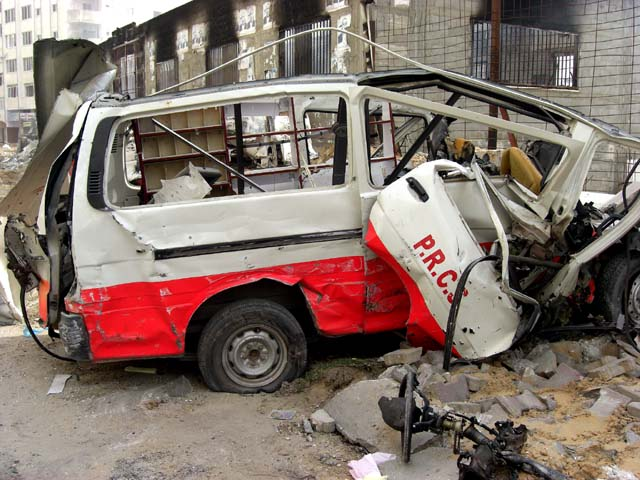
سيارة إسعاف الهلال الأحمر مدمرة، قرب حي الشجاعية بعد قصف جوي إسرائيلي.

## الأقسام
يقدم المستشفى خدمات صحية شاملة تتضمن: الباطني، الأطفال والولادة، الحضانة، العناية المركزة، الأشعة (الملونة، والمقطعية، والأساسية والرنين)، تفتيت الحصى، الأسنان، العلاج الطبيعي، إضافة للعيادات الخارجية بتخصصاتها كافة.

## التاريخ

### 2009
خلال الحرب الإسرائيلية على قطاع غزة 2008–2009، استهدف الجيش الإسرائيلي مجمع النور الطبية الذي يضم مباني إدارة جمعية الهلال الأحمر الفلسطيني في قطاع غزة بالإضافة إلى مستشفى القدس بعدة قذائف إسرائيلية؛ مما أدى إلى اندلاع النيران في طوابق المستشفى. أُخلي المستشفى ونُقل المرضى إلى مجمع الشفاء الطبي.

### 2023
خلال الحرب الإسرائيلية الفلسطينية 2023 نتيجةً لعملية طوفان الأقصى، وفي 20 أكتوبر 2023 الموافق يوم الجمعة، أعلنت جمعية الهلال الأحمر الفلسطيني أنها تلقت تهديدًا من الجيش الإسرائيلي بقصف المستشفى وطالبته بإخلاء المبنى الذي يضم أكثر من 400 مريض، ونحو 12 ألف نازحًا.
وفي 10 نوفمبر 2023 أعلن الهلال الأحمر الفلسطيني أن الجيش الإسرائيلي استهدف وحدة العناية الفائقة في المستشفى وأطلقوا النار مباشرة على المتواجدين في المبنى.
وفي 12 نوفمبر 2023 أعلن الهلال الأحمر الفلسطيني، خروج المستشفى عن الخدمة وتوقفه عن العمل بشكل كامل؛ جراء نفاد الوقود وانقطاع التيار الكهربائي.